# 貝利巴
貝利巴(梵文：Vyalipa)，印度大乘密宗人士，八十四成就者之一。

## 簡介
貝利巴是阿帕叉拉地方的一位富有婆羅門，他為了研製無死甘露，十三年間耗盡家財，未有進展，淪為乞丐，便憤而將製藥秘笈丟入恆河。一天，貝利巴乞食行經羅瑪姬祥寺（Ramacandra）所在的城市，有個妓女到恆河洗澡時，巧遇貝利巴，便將自己所撿到書籍詢問婆羅門，貝利巴一見此書，正是以前所丟棄的秘笈，便告訴她以前煉製長生不老藥的失敗經過。於是妓女便資助貝利巴繼續實驗。
貝利巴依照相同的程序再練習一年，因為他不知道無死甘露的關鍵藥材在於紅色庵摩羅果，所以任何轉換的徵兆都沒出現。有一天，當那妓女在恆河畔洗澡的時候，有一朵自然生出的花黏在她的指頭上。當她拂去花朵時，一片花瓣掉入了煉藥的混合液中，突然，轉換的徵兆馬上就出現了。貝利巴就問那妓女放了什麼？但妓女卻說什麼都沒加進去。
妓女摻了一滴長生不死藥在貝利巴的食物給他吃。被貝利巴發現異樣，於是貝利巴說這是成功的徵兆。他和妓女與一匹馬都吃了靈藥，而得到長生不死的力量。但是貝利巴本性自私，想到一個不必將長生不老藥給別人的地方去。於是他先到天界，後到吉浪貝 (Kilampara)去，在一塊一哩高岩石頂端的樹下居住。
此時，尊聖的龍樹菩薩在證得了空中行走的成就之後，穿著一雙神奇的鞋子來到此地向貝利巴請求無死甘露配方，並以奇鞋一隻作為交換。之後龍樹菩薩在希利巴瓦塔圓滿了禪修後，為眾生福祉而努力，精進不懈。